# Орошение в медицине
Орошение (ирригация /лат. irrigatio -орошение) в медицине - медицинская процедура, состоящая в безотсосном подведении распыляемой (в отличие от промывания) жидкости к тем или иным наружным частям или полым органам человеческого тела с лечебной или гигиенической целью.
Орошением лечат воспалительные заболевания различной этиологии. Применяется для удаления продуктов воспаления (гной, токсины), а так же провоцирующих повреждения кожи (химических, радиоактивных веществ).

## См.также
- Ингаляция
- Клизма (инструмент)
- Клизма (процедура)
- Спринцовка